# 12192 Gregbollendonk
12192 Gregbollendonk eller 1978 VD5 är en asteroid i huvudbältet som upptäcktes den 7 november 1978 av de båda amerikanska astronomerna Eleanor F. Helin och Schelte J. Bus vid Palomarobservatoriet. Den är uppkallad efter Gregory R. Bollendonk.
Asteroiden har en diameter på ungefär 7 kilometer och den tillhör asteroidgruppen Themis.